# Simon Rieber
Simon Cosmas Michael, znany jako Simon Rieber (ur. 18 maja 1994 w Dar es Salaam) – tanzański artysta, działająca na różnych obszarach, wykorzystuje dziedziny sztuki ludowej, animacji, malarstwa i ilustracji do wyrażania i dokumentowania swoich przekonań. Wiele wystawiał w Tanzanii i Afryce Wschodniej, budując niszę dla siebie jako wschodzący współczesny artysta tanzański w Afryce Wschodniej.

## Wystawiennictwo
- 2018: Working for the Time, Seoul Museum of Art, Seoul, South Korea[1]
- 2019: UFO Gallery, Barkeley, California[1]
- 2019: Jessica Silverman Gallery, San Francisco[1]
- 2021: Project 30: Look At Me, Garage Museum of Contemporary Art, Moscow[1]

## Nagrody
- 2020: Zdobycie Umoja Prize for Contemporary Tanzanian Artist najwyższe wyróżnienie w Tanzanii dla artystów poniżej 40 roku życia[6][7].